# 通霄灣
通霄灣，是臺灣苗栗縣通霄鎮的一個傳統地域名稱，位於該鎮西部。相較於今日行政區，其範圍大致包括通灣里、新埔里最南端。

## 歷史
台灣清治末期至日治初期，通霄灣地區為一街庄，稱為「通霄灣庄」，隸屬於苗栗二堡。該庄北與新埔庄為鄰，東與北勢窩庄、蕃社庄為鄰，南邊為通霄街，西邊臨海。
1901年（日治明治三十四年）11月，該庄隸屬於苗栗廳。1909年（明治四十二年）10月，改隸屬於新竹廳。1920年（大正九年），該庄改制為「通霄灣」大字，隸屬於新竹州苗栗郡通霄庄
戰後通霄庄改制為通霄鄉，隸屬於新竹縣，大字改制為村。1948年，通霄鄉改制為通霄鎮，村亦改制為里。1950年桃、竹、苗分治，通霄鎮改隸屬於重新成立的苗栗縣。

## 交通
台鐵海線大致以縱向經過通霄灣地區，北側最近的是新埔車站，屬甲種簡易站，僅停告區間車；南側最近的是通霄車站，屬三等站，但除少數自強號班次未停靠外，其餘各級列車均有停靠，整體業務量超出三等站的評估標準。
省道台1線又稱「縱貫公路」，是臺北至屏東楓港的平面幹道，大致以縱向經過通霄灣地區，向北可前往後龍、頭份、新竹等地，向東南轉南可前往苑裡、大甲、清水、彰化等地。台1線舊線（中山路）向南直接進入通霄市區，新線在本地區東南部轉向東南出境，為繞過通霄市區的東南側外環道。
省道台61線又稱「西部濱海快速公路」，是新北八里至臺南安南的濱海快速公路。目前白沙屯至下通霄灣路段仍未完工，暫時與省道台1線共線。現行路線在本地區循台1線共線以縱向自北向南沿鐵路東側而行，至下通霄灣附近轉向西偏北的「通霄連絡道」，約800公尺處再轉向南接回快速公路路段。北端往北循台1線可至白沙屯聚落東側交流道與台1線分離而回到台61線快速公路北段以前往北台灣西部海岸各地；南端往南可直接快速前往中、台灣西部海岸各地。

## 景點
- :通霄灣的信仰中心，與白沙屯拱天宮關係密切，是每年白沙屯媽祖進香回駕前一日駐駕的廟宇。